# Радишчево
Радѝшчево (на руски: Радищево) е село в южната част на Европейска Русия, част от Кузнецки район на Пензенска област. Населението му е около 1243 души (2010).
Разположено е на 243 метра надморска височина в Приволжкото възвишение, на 92 километра източно от Пенза и на 130 километра западно от река Волга. Селището е основано през 1707 година като Верхнее Аблязово от помешчик от рода Аблязови върху земи, подарени му от император Петър I, а по-късно е владение на рода Радишчеви, чието име носи от 1952 година.

## Известни личности
Родени в Радишчево
- Александър Радишчев (1742 – 1802), писател